# Landesarbeitsgericht Mannheim
Das Landesarbeitsgericht Mannheim war ein Landesarbeitsgericht mit Sitz in Mannheim.

## Geschichte
Gemäß Arbeitsgerichtsgesetz vom 23. Dezember 1926 wurden in Deutschland Arbeitsgerichte gebildet. Diese waren nur in der ersten Instanz organisatorisch selbstständige Gerichte, die Landesarbeitsgerichte waren den Landgerichten zugeordnet. Am Landgericht Mannheim entstand so 1927 das Landesarbeitsgericht Mannheim als eines von sechs Landesarbeitsgerichten in der Republik Baden. Sein Sprengel umfasste die Arbeitsgerichte Heidelberg, Mannheim und Sinsheim.
Nach der Besetzung Deutschlands durch die Alliierten wurden 1945 zunächst alle Gerichte geschlossen. Die ordentlichen Gerichte wurden schon bald wieder eröffnet, während die Arbeitsgerichte zunächst nicht wieder eingerichtet wurden, so dass arbeitsgerichtliche Streitigkeiten von den ordentlichen Gerichten erledigt werden mussten. Gemäß Kontrollratsgesetz 21 vom 30. März 1946 sollten in Deutschland Arbeitsgerichte aufgebaut werden. Die Umsetzung in Württemberg-Baden erfolgte durch das Arbeitsgerichtsgesetz für Württemberg-Baden vom 3. Oktober 1947. Danach sollte die örtliche Zuständigkeit der Arbeitsgerichte durch den Zonenbefehlshaber festgelegt werden und die Gerichte durch die oberste Landesbehörde für Arbeitsverwaltung nach Anhörung von Gewerkschaften und Arbeitgeberverbänden erfolgen. Für den Landbezirk Nordbaden wurde erneut ein Landesarbeitsgericht Mannheim gebildet. Dieses wurde gemeinsam mit dem Arbeitsgericht Mannheim am 7. Januar 1947 eröffnet. Zugeordnet waren nun die Arbeitsgerichte Heidelberg, Karlsruhe, Mannheim, Pforzheim und Mosbach. Gründungspräsident war Robert Weber, der bis 1953 im Amt blieb.
Mit dem Arbeitsgerichtsgesetz von 1953 wurde das Landesarbeitsgericht organisatorisch vom Landgericht getrennt. Als Folge der Bildung des Landes Baden-Württemberg wurde das Landesarbeitsgericht Mannheim 1956 aufgehoben. Seine Aufgaben übernahm das Landesarbeitsgericht Baden-Württemberg. In Mannheim verblieben zwei Kammern des Landesarbeitsgerichts Baden-Württemberg.

## Sitz
Nach dem Zweiten Weltkrieg war Mannheim großflächig zerstört. Das Landesarbeitsgericht erhielt 5 Räume im ehemaligen Obdachlosenasyl in der Mittelstraße 137 zugewiesen. Diese Räume reichten aber bei weitem nicht aus, daher wurden als Übergangslösung zusätzlich sieben Räume in der Riedstraße 2 in Heidelberg für das Gericht angemietet. Da das Obdachlosenasyl für Waisenkinder benötigt wurde, wurde das Landesarbeitsgericht in die K2-Schule umquartiert. Dort wurden drei Schulsäle und zwei Nebenräume durch Trennwende in sechs Büroräume und einen Saal umgebaut. Anfang 1950 wurde es möglich Räume für das Landesarbeitsgericht im ehemaligen Landratsamt in L4, 15 bereitzustellen. Weber bevorzugte jedoch den Verbleib in Heidelberg, da die Nähe zur Universitätsbibliothek und dem juristischen Seminar nützlich sei. Der Präsident des Landbezirks Baden wies letztlich Ende August 1950 an, das Gericht vollständig nach Mannheim in das ehemalige Landratsamt zu erlegen. Im Januar 1951 zog das Landesarbeitsgericht daher in den zweiten und dritten Stock des Gebäudes.